# 생태유전학
생태유전학(ecological genetics, 生態遺傳學)은 생물 주변의 자연 환경이나 다른 생물에 반응하여 나타내는 적응의 유전적 메커니즘을 연구하는 학문을 말한다. 집단유전학 · 생태학과 밀접한 관련이 있으며 생물 집단의 개체수와 발현형질이 나타나는 빈도의 변화를 탐구한다. 주요한 개념으로는 적응도, 성선택과 같은 것이 있다.

## 역사
20세기 초 영국의 생물학자 에드먼드 브리스코 포드는 생물 집단에서 나타나는 발현형질의 빈도를 연구하기 시작하였다. 포드는 옥스퍼드 대학교에서 줄리언 헉슬리로부터 생물학을 배웠고 1924년 생물 집단에서의 발현형질 빈도를 연구하기 시작하였다. 포드는 1964년 《생태유전학》을 출간하여 자신의 학문에 이름을 붙였다. 포드 이외의 생태유전학 학자로는 초파리의 유전자 연구로 유명한 테오도시우스 도브잔스키가 있다.

## 같이 보기
- 회색가지나방
- 다형성 (생물학)

## 참고 문헌
- Edmund Brisco Ford, Ecological genetics, ISBN 0-412-14130-2
- Cain A.J. and W.B. Provine (1992). Genes and ecology in history. In: R.J. Berry, T.J. Crawford and G.M. Hewitt (eds). Genes in Ecology. Blackwell Scientific: Oxford. (Provides a good historical background)
- Conner, J.K. and Hartl, D. L. "A Primer of Ecological Genetics". Sinauer Associates, Inc.; Sunderland, Mass. (2004) Provides basic and intermediate level processes and methods.